# Бунин, Николай Николаевич
Николай Николаевич Бунин (26 сентября 1920—2003) — советский переводчик-германист. Член Союза писателей СССР (1973).

## Биография
Родился в 1920 году в Москве.
В 1938—1941 годах учился в Московском авиационном институте.
Участник Великой Отечественной войны с 1941 года, старший лейтенант интендантской службы, военцензор, переводчик разведотдела штаба 33-й армии Западного фронта. Начальник разведотдела А. М. Соболев в своих мемуарах много места отводит работе Н. Бунина, и часто упоминает его.
В конце апреля 1942 года под Вязьмой, отступая в группе непосредственно при генерале Ефремове, будучи раненным попал в плен — год содержался в лагере Stalag 340 (Литва), затем переведён под Берлин в Stalag III-D, освобождён в апреле 1945-го.
Награждён медалями «За Отвагу» (1.4.1942), «За победу над Германией», орденом Отечественной войны 1-й степени (1985).
После войны по каким-то причинам попал в лагеря, где находился до 1954 года.
Печатался с 1955 года. Переводил прозу с немецкого языка. В 1973 году принят в члены Союза писателей СССР.
В 1966 году был одним из переводчиков «Расколотого неба» Кристы Вульф, сопровождал писательницу во время её визита в СССР.
На 1986 год жил в Москве, в доме № 27 по ул. Русаковской.
Переводческая работа была отмечена Премией Министерства просвещения Австрии (1989) и Премией журнала «Знамя» (1995, за перевод рассказа Генриха Бёлля «Годен, чтобы умереть»).
Умер в 2003 году, похоронен в колумбарии Новодевичьего кладбища.

## Переводы
Переводил прозу с немецкого языка. Основные переводы:
- С. Цвейг. Нетерпение сердца. Роман. М., 1961;
- Г. Иобст. Воспитанник. Роман. М., 1962;
- П. Вайс. Дознание. Оратория. М., 1968;
- Ф. Дюрренматт. Авария. Повесть. М., 1970;
- Г. Фаллада. У нас дома в далекие времена. М., 1975;
- С. Цвейг. Кристина Хофленер. («Иностранная литература», № 7-9, 1985)
- Г. Бёлль. Женщина у берега Рейна. Роман. («НМ», 1987, № 11, 12);
- Э. Кестнер. Трое в снегу. Роман. М., «Прогресс», 1996
- Г. Бёлль. Годен, чтобы умереть: рассказ // «Знамя», № 5, 1995. — стр. 122—133

## Критика
Методика перевода Н. Бунина — на заключительном этапе перевода без работы непосредственно с текстом — стала легендой в среде переводчиков-германистов, так М. Л. Рудницкий рассказывал:

Николай Николаевич Бунин, известный, тонкий переводчик, в частности, произведений Цвейга, по рассказам, учил на своих семинарах так: вначале переводчик без словаря делает «рыбу», то есть подстрочник, потом он откладывает оригинальный текст и работает только с «рыбой». Я знаю людей, которые так работают, у них получаются хорошие переводы.
Так, например, выделяются его приёмы перевода используемые при передаче на русский язык безэквивалентной лексики, главным образом слов-реалий:

Исходя из сопоставительного анализа части оригинального романа «У нас дома в далёкие времена» Ганса Фаллады и русского перевода Н. Бунина, можно сделать вывод, что переводчик, умело сочетая и комбинируя различные приёмы перевода безэквивалентной лексики с немецкого на русский, сумел добиться эффекта сохранения специфического национального колорита произведения, при этом не повредив пониманию читателей.
В. Е. Шор отмечал, что переводы Бунина произведений Стефана Цвейга стоят в ряду таких переводов, которые не имеют «дублетов» из-за своей превосходности:

Считаем нужным, однако, хотя бы назвать наиболее выдающиеся из таких переводов: «Подвиг Магеллана» — А. Кулишер, «Мария Стюарт» — Е. Гальпериной, «Нетерпение сердца» — Н. Бунина. Эти переводы заслуживают специального анализа как образцы переводческого мастерства.